# پروسی-بوشکووکی
پروسی-بوشکووکی (به چکی: Prusy-Boškůvky) یک منطقهٔ مسکونی در جمهوری چک است که در ناحیه ویشکوو واقع شده‌است. پروسی-بوشکووکی ۷٫۷۵ کیلومتر مربع مساحت و ۶۶۵ نفر جمعیت دارد و ۲۶۵ متر بالاتر از سطح دریا واقع شده‌است.